# Eleuterio Pagliano

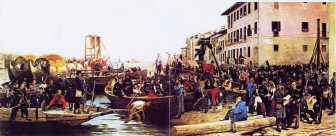
Die Landung von Garibaldi und seine Jäger der Alpen Cacciatori delle Alpi in Sesto Calende

Eleuterio Pagliano (* 2. Mai 1826 in Casale Monferrato; † 5. Januar 1903 in Mailand) war ein italienischer Maler, Radierer und Lithograf.

## Leben
Pagliano studierte an der Akademie der schönen Künste in Mailand u. a. bei den Historienmalern Luigi Sabatelli und Giuseppe Sogni. Anlässlich der Märzrevolution in Oberitalien, welche dann 1848 auf das Kaisertum Österreich übergriff, schloss sich Pagliano als Freiwilliger den Bersaglieri unter Führung Menaras an. Unter dessen Befehl nahm Pagliano an der Belagerung von Rom teil und er kehrte erst 1851 zur Kunst zurück.
1858/59 schuf Pagliano für den König Karl Albert I. von Sardinien-Piemont eine Darstellung des heiligen Ludwig. Dieses Gemälde wurde mit einer Goldmedaille der Mailänder Akademie ausgezeichnet. Weitere Aufträge konnte Pagliano aber nicht ausführen, da der Krieg von 1859 abermals jegliche künstlerische Tätigkeit unmöglich machte.
Nach Kriegsende thematisierte Pagliano in einigen Bildern dieses Kriegsgeschehen und ließ dabei auch eigene Erfahrungen mit einfließen. Eines der bekannteren Gemälde aus dieser Zeit ist „Die Einnahme des Kirchhofs von Magenta“.
Mit seinen letzten Bildern näherte sich Pagliano ein wenig der skizzenhaften Manier der Naturalisten an, blieb aber doch stark seiner traditionellen Malweise verhaftet. U.a. war er korrespondierendes Mitglied der Berliner Kunstakademie.
Im Alter von beinahe 77 Jahren starb der Maler Eleuterio Pagliano am 5. Januar 1903 in Mailand.

## Werke (Auswahl)
- Marmaldo
- Tintoretto malt seine verstorbene Tochter
- Die Geographielektion
- Die Scheidung Napoleons
- Die Erbschaftsrevision
- Um die Weihnachtszeit
- Die Einnahme des Kirchhofs von Magenta